# Калашников, Михаил Александрович
Калашников Михаил Александрович (род. в 1985 году) — российский прозаик.

## Биография
Родился 17 февраля 1985 года в селе Белогорье Подгоренского района Воронежской области. Окончил исторический факультет Воронежского государственного педагогического университета.
Прозаик. Член Союза писателей России. Участник поискового движения. Член Богучарского поискового отряда «Память».
Публиковался в журналах «Наш современник», «Подъём», «Роман-газета», «Сибирские огни», в газете «Литературная Россия», в региональных периодических изданиях. Автор повести «От Купалы - до Крещенья» (журнал «Роман-газета», 2019).
Живёт в Воронеже.

## Современники о Михаиле Калашникове
Вячеслав Лютый: «Рассказы Михаила Калашникова – убедительный пример литературы настоящей, в которой нет лицедейских ужимок, здесь все осязательно и находится на грани, реально разделяющей жизнь и смерть. Почти все сюжеты связаны с войной. Характеры персонажей меняются на протяжении повествования порой неожиданно, и заранее читатель не может предугадать, какие качества возьмут верх в душе героя. Причем внутренний монолог и внешние реакции тут находятся в редком взаимно непротиворечивом единстве».
Дарья Тоцкая: "Каждому произведению искусства о войне, претендующему в эпоху оцифрованных архивов на историчность, найдут, чем попенять историки, хотя Михаил и сам историк по образованию, человек служивший, участник поискового отряда. Современной книге о Великой Отечественной непременно зададут вопрос: почему ты сегодняшняя, а не написанная в те времена; и все же в «Городе на трех мостах» не подражание, а переосмысление событий".

## Награды и премии
- Лауреат премии «Кольцовский край» (2016);
- Лауреат премии «Щит и меч Отечества» (2017);
- Лауреат премии «Хрустальный родник» (диплом I степени) (2018);
- Лауреат премии политической партии «Справедливая Россия» (2018);
- Участник шорт-листа премии "Болдинская осень" (2021);
- Медаль «За отвагу на пожаре» (Россия);
- Медаль «За отличие в службе» III степени (МЧС);
- Медаль «За отличие в службе» II степени (МЧС);
- Лауреат премии Астафьева в номинации «Проза» https://www.astafiev.ru/обьявлены-лауреаты-премии-за-2023-год/
- Победитель в номинации "Длинная проза" Общероссийской литературной Премии "Дальний Восток" им. В.К. Арсеньева https://премияарсеньева.рф/news/pobeditelej-prestizhnoj-literaturnoj-premii-im-arseneva-obyavili-v-moskve

## Произведения
- 1. От Купалы до Крещения (2019). Ссылка на журнал "Роман-газета" http://roman-gazeta-1927.ru/f/rg_17_19_web.pdf
- 2. Летом сорок второго (2022). Ссылка на печатное издание ЭКСМО https://eksmo.ru/book/letom-sorok-vtorogo-ITD1280392/
- 3. Красный демон (2022). Ссылка на печатное издание ЭКСМО https://eksmo.ru/book/ofitser-iz-vysshego-obshchestva-ITD1279628/
- 4. Расплавленный рубеж (2023). Ссылка на печатное издание ЭКСМО https://eksmo.ru/book/rasplavlennyy-rubezh-ITD1306734/
- 5. Челюскин. В плену ледяной пустыни (2023). Ссылка на печатное издание ЭКСМО https://eksmo.ru/book/chelyuskin-v-plenu-ledyanoy-pustyni-ITD1347648/